# Patriarcas e Profetas
Patriarcas e Profetas é um livro escrito por Ellen White, co-fundadora da Igreja Adventista do Sétimo Dia. É o primeiro volume da série Conflito dos Séculos. 
O livro abrange o panorama da história humana desde a criação da Terra até o reinado do Rei David de Israel. A autora descreve a trágica rebelião que ocorreu no céu há muitos milhares de anos, e o conflito contínuo entre Satanás e Deus e como isso afeta cada pessoa que vive na Terra. .   

## Publicação

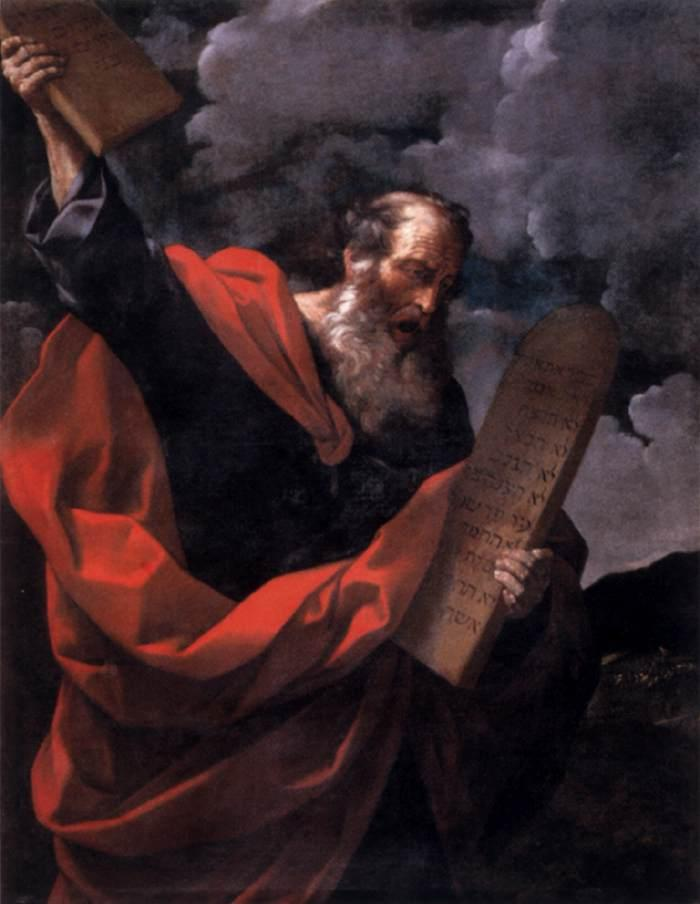
Moisés e as tábuas da lei

Patriarcas e Profetas cobre a história bíblica do mundo em cerca de 73 capítulos, desde a rebelião de Satanás no céu até o rei Davi.
  White escreveu a série com base em sua pesquisa de outros autores e em informações que ela afirmava receber por meio de visões de Deus.  Alguns críticos de White notaram semelhanças entre alguns capítulos de "Patriarcas e Profetas" e a obra "História Bíblica do Antigo Testamento" de Alfred Edersheim. A crítica mais notória foi exposta por Walter Rea em "The White Lie", apontando que nove dos títulos dos capítulos são idênticos aos do livro de Edersheim ou diferem apenas pela inclusão ou exclusão do artigo "o". Entretanto, esses nove incluem títulos comuns como "A Criação", "O Dilúvio", "Destruição de Sodoma", "O Casamento de Isaque" e "A Morte de Saul".